# 다이아몬드 게임

다이아몬드 게임(영어: Diamond game, 문화어: 별꼬니)은 2~3인이 할 수 있는 추상전략 보드게임이다. 중국식 체커와 비슷하나, 약간의 차이점이 있다.

## 중국식 체커하고의 차이점
- 중국식 체커하고 판의 모양은 다윗의 별 모양으로 같지만, 그 크기가 다르다
- 2인이나 3인만 할 수 있다.
- 2인이서 할 때, 중국식 체커는 처음 시작할 때 두 사람의 말이 180도 반대편에 있지만, 다이아몬드 게임은 중심을 기준으로 120도 떨어진 곳에서 시작한다.
- 회전방향에 따라 어느쪽이 먼저 하는지는 2, 3인 모두 정해진 규칙이 없어, 임의로 정한다.
- 나이가 많은 순으로 빨간색, 노란색, 초록색 말을 정한다.
- 중국식 체커도 중국에서 기원된 것이 아니다.

## 같이 보기
- 차이니스 체커